# Hafen (Dortmund)
Hafen, Dortmund-Hafen — dzielnica miasta Dortmund w Niemczech, w kraju związkowym Nadrenia Północna-Westfalia, w okręgu administracyjnym Innenstadt-Nord. W roku 2010 liczyła 17 214 mieszkańców.